# Серія Пікерінга
Серія Пікерінга або серія Пікерінга-Фаулера — серія з трьох спектральних ліній одноразово йонізованого гелію, зазвичай виявляється серед ліній поглинання в спектрах найгарячіших зір типу зір Вольфа — Райє. Серія отримала назву на честь Едварда Чарлза Пікерінга і Альфреда Фаулера. Лінії виникають під час переходів з вищого рівня енергії електрона на рівень з головним квантовим числом n = 4. Лінії відповідають довжинам хвиль
- 4551 Å (з n = 9 на n = 4),
- 5411 Å (з n = 7, на n = 4),
- 10123 Å (з n = 5 на n = 4).

Переходи зі станів з n = 6 n = 8 перекриваються з серіями ліній водню і їх не видно в спектрах зірок.

## Історія
1896 року Е. Ч. Пікерінг опублікував дані про невідомі до цього лінії в спектрі ζ Корми. Пікерінг приписав спостережні дані новій формі водню з напівцілими перехідними рівнями. А. Фаулер 1912 року зміг отримати подібні лінії у воднево-гелієвій суміші і підтримав висновки Пікерінга про походження ліній. Нільс Бор, проте, включив аналіз даної серії ліній у свою «трилогію» про будову атомів і прийшов до висновку, що Пікерінг і Фаулер помилялися, а самі лінії виникають у йонізованому гелії, He+. Фаулер спочатку скептично поставився до висновків Бора, але потім визнав його правоту, і до 1915 року «спектроскопісти віднесли серію Пікерінга до ліній гелію». Теоретична робота Бора про серію Пікерінга показала необхідність «перегляду тих питань, які раніше вважалися вирішеними в рамках класичних теорій» і надала підтвердження теорії Бора про структуру атома.